# Più di così...
Più di così... è stata una trasmissione radiofonica andata in onda sul secondo programma della Rai dal 1976 al 1977 tutte le domeniche mattina dalle 9,35 alle 11,00, nella stessa fascia oraria della storica trasmissione Gran varietà. La prima puntata venne trasmessa il 14 novembre 1976 e l'ultima il 26 giugno 1977.

## Produzione
Ideata da Maurizio Riganti, scritta da Dino Verde con Bruno Broccoli e Raimondo Vianello che collaborarono alla stesura dei testi, sempre con la regia di Federico Sanguigni e la direzione orchestrale di Marcello De Martino, il programma nelle intenzioni doveva raccogliere l'eredità di Gran varietà andato in onda con grandissimo successo nei dieci anni precedenti.
Come quest'ultima, si basava sulla medesima formula di sketch comici e canzoni in alternanza, ma con una particolarità ulteriore: era registrata nell'Auditorio A del Centro di Produzione Rai di via Asiago 10 con la presenza del pubblico a differenza della trasmissione più celebre i cui applausi e risate erano tutte registrate in precedenza.

## Prima edizione

### Conduttori e ospiti fissi
I conduttori della prima edizione, composta da 20 puntate, andate in onda dal 14 novembre 1976 al 27 marzo 1977, furono Raimondo Vianello e Sandra Mondaini. Gli ospiti fissi del programma – che sul Radiocorriere TV non sono indicati, a differenza di Gran varietà – erano Carlo Baccarini, Giusi Raspani Dandolo, Alighiero Noschese, Paolo Panelli e Bice Valori, Ugo Tognazzi, i Ricchi e Poveri e Ornella Vanoni. In questa edizione numerosi cantanti furono ospiti saltuari della trasmissione (Fred Bongusto partecipò a due puntate della serie), oltre ad alcune partecipazioni straordinarie, tra le quali Francesco Rocca, Maurizio Costanzo, Sandro Ciotti e Nicola Pietrangeli.

### Sigle
La sigla di apertura, per le prime 14 puntate (fino al 13 febbraio 1977) e di chiusura per le prime otto puntate, era cantata dai Ricchi e Poveri, che per l'occasione ripresero il brano L'amore è una cosa meravigliosa, già inciso su singolo sei anni prima. Nelle prime sette puntate c'era inoltre la sigla di raccordo tra prima e seconda parte (abolita dall'ottava puntata, la trasmissione andava avanti senza interruzioni) cantata da Ornella Vanoni con Gepy & Gepy, Più; a partire dalla nona puntata invece venne spostata come sigla di chiusura. Dalla quindicesima puntata le sigle di apertura e chiusura erano invece eseguite da Federico Monti Arduini (alias Il Guardiano del Faro) con il brano Domani. Ornella Vanoni, nelle prime sette puntate, presentava brani tratti dall'album di cover La voglia la pazzia l'incoscienza l'allegria, cantati con Toquinho, mentre dalla nona trasmissione fino alla quattordicesima presentava brani tratti dall'album Più.

### Personaggi e sketch
Giusi Raspani Dandolo, insieme con Carlo Baccarini, nelle prime sette puntate impersonava il personaggio di Mirella Frizione, parodia di una celebre cantante lirica, in alcune brevi scenette; mentre Paolo Panelli e Bice Valori, a partire dall'ottava puntata, interpretavano Oronzo Del Botto e Sibilla Dell'Antro, parodia degli attori di prosa, in due radiodrammi a puntate intitolati La casta incastrata nel castello e Gli infognati nella fogna di Parigi, accanto ad attori come Silvio Noto, Marco Tulli, Franco Pucci, Giuliano Persico e Gioietta Gentile. Alighiero Noschese, qui alla sua ultima apparizione radiofonica, si esibiva in una parodia della trasmissione Domenica in dal titolo Domenica AN, sempre introdotta dall'imitazione dell'annunciatrice Mariolina Cannuli, dove imitava personaggi televisivi, giornalisti e politici. Ugo Tognazzi, presente dalla quattordicesima puntata, recitava con Sandra Mondaini e Raimondo Vianello in parodie di trasmissioni televisive, tra le quali Bontà loro (reintitolata Bontà nostra) e Dalla parte del consumatore.

### Giochi a premi
Inoltre, in quella prima edizione erano presentati due giochi destinati ai radioascoltatori e al pubblico presente in studio: il primo si intitolava Safari. Battuta di caccia alla battuta, nel quale i partecipanti dovevano scrivere la battuta più originale e spiritosa basata su avvenimenti di stretta attualità. Il secondo gioco, invece era suddiviso in due parti: nella prima parte, con le eliminatorie, composte da tre manches, tre concorrenti scelti tra il pubblico dovevano indovinare in base alle note iniziali di una canzone suonata dall'orchestra diretta da Marcello De Martino una peculiarità o caratteristica che era variabile in ogni puntata (ad esempio un numero o un mestiere inerente al brano da indovinare). Nella finale, invece, il concorrente vincitore delle eliminatorie doveva indovinare il nome cambiato in una filastrocca scioglilingua cantata dai conduttori inerente agli invitati (famose personalità) di una festa immaginaria. I premi consistevano, rispettivamente, in 50.000 e 100.000 lire in buoni per l'acquisto di libri.

## Seconda edizione

### Conduttori e ospiti fissi
Per la seconda e ultima edizione del programma, composta da 13 puntate, andate in onda dal 3 aprile al 26 giugno 1977, il conduttore fu Enrico Montesano e gli autori dei testi furono Dino Verde con la collaborazione di Bruno Broccoli, Ferruccio Fantone ed Enrico Montesano. Gli ospiti fissi erano Aldo Giuffré, Loretta Goggi e Monica Vitti.

### Sigle
La sigla di apertura della seconda edizione era una composizione originale ritmica di Marcello De Martino dove come strumenti solisti prevalevano il sassofono e le trombe; come sigla di chiusura venne confermata Domani, eseguita da Il Guardiano del Faro.

### Personaggi, rubriche e sketch
Aldo Giuffré impersonò un personaggio denominato L'Osservatore Napoletano, una sorta di filosofo che osserva le cose della vita con bonarietà e un pizzico di ironia, spalleggiato (con poche parole) da don Raffaé (interpretato da Giuliano Persico). Loretta Goggi curava la rubrica Piccola Posta, dove (attraverso finte lettere) impersonando diverse tipologie femminili e facendo anche diverse imitazioni di personaggi famosi tentava di risolvere i "piccoli problemi" degli ascoltatori. Monica Vitti dapprima riprese il personaggio di Rosalia (già presentato cinque anni prima in due edizioni di Gran varietà), e in seguito ebbe un suo spazio dal titolo Il mini-show di Monique, dove si esibiva in tre brevi sketch e monologhi in prosa, poesia e musica.
Enrico Montesano impersonava sei suoi personaggi: il primo era Torquato, un pensionato che per arrotondare si arrangiava con lavoretti saltuari, finendo spesso e volentieri nei guai, in scenette a sé stanti coadiuvato da attori come Franco Pucci, Gianfranco Bellini, Alba Cardilli, Fausto Tommei, Enrico Luzi e Jolanda Verdirosi; gli altri comparivano nella prima e nell'ultima trasmissione della serie in una parodia dei Programmi dell'accesso condotta da Dudù il gagà e Cocò di Caprarello, i quali da uno studio immaginario tentavano collegamenti con inviati reali (che non rispondevano) e introducevano mini-rubriche sul bricolage (Fatelo da voi - Consigli pratici per tutti) con il professor Taddeo Rufus, sulla bellezza (Consigli di estetica) con Zia Sally, Qui Londra con la romantica donna inglese (che in questa occasione ha il nome di Prudence MacBee), la quale, rientrata dalla trasferta italiana, effettua "comunicazioni private" con Salvatore, e i Collegamenti sportivi con Felice Allegria.

### Giochi a premi
Nella seconda edizione i giochi a premi rimasero pressoché invariati ad eccezione del secondo gioco con il pubblico in sala, il quale era composto da una sola parte nella quale i tre concorrenti dovevano indovinare su un numero variabile di brani proposti il titolo di una canzone e trascrivere su un blocchetto l'iniziale dei titoli in modo da formare il cognome di una personalità famosa. L'ammontare dei premi rimase invariato, con la sola differenza (nel secondo gioco) che se nessuno dei tre concorrenti vinceva, il montepremi di 100.000 lire in buoni per l'acquisto di libri si accumulava nella puntata successiva (diventava 200.000 lire, e così via): nella prima edizione, infatti, il montepremi rimaneva lo stesso anche se nessuno indovinava la soluzione.

### Cantanti ospiti
Inoltre, in questa seconda edizione, mentre Il Guardiano del Faro proponeva brani strumentali tratti dal suo album Domani e Loretta Goggi riproponeva alcuni brani del suo repertorio (diversi cantati insieme con la sorella Daniela) i cantanti ospiti fissi saltuari (uno per trasmissione) presentavano tre brani per puntata (ad eccezione dell'ultima) ripristinando una peculiarità della 32ª edizione di Gran varietà. La differenza sta che in questa occasione il cantante era ospite per tutta la puntata, proponendo i suoi brani tra uno sketch e l'altro (in alcuni casi eseguendoli dal vivo), mentre nella trasmissione storica li proponeva tutti insieme in una sorta di mini recital.
Il programma ebbe una media di ascolti oscillante tra i 5 e i 6 milioni per puntata. Dopo la fine della trasmissione, dal 3 luglio 1977 nella stessa fascia oraria andò in onda la prima antologia di Gran varietà, intitolata Buona domenica a tutti. Ovvero 10 anni di Gran varietà, condotta da Johnny Dorelli.
In origine era prevista una terza serie di trasmissioni, ma i dirigenti, considerati gli ascolti ottenuti e le difficoltà di allestire una trasmissione in "semi-diretta" (in quanto era registrata col pubblico, ma nei giorni feriali precedenti quello di messa in onda), decisero per la nuova edizione (riveduta e corretta) di Gran varietà. Montesano, nello stesso momento, passò alla conduzione di una nuova trasmissione radiofonica, Montesano per quattro, ovvero: "come mi sono divertito, oh come mi sono divertito" e partecipò a Gran varietà nell'ultima edizione (la 42ª), condotta da Gino Bramieri.
Tra marzo e maggio del 2021 le Teche Rai hanno immesso in rete e riproposto su Rai Radio Techete' ventotto puntate della trasmissione.

## Cantanti e gruppi musicali partecipanti

### Prima edizione
Le prime tre puntate, la quinta e la sesta non sono presenti nell'archivio radiofonico delle Teche Rai.
In una di queste puntate partecipò Fred Bongusto, il quale con ogni probabilità presentò il brano La mia estate con te. Altri cantanti e gruppi musicali che parteciparono alle prime puntate furono Amedeo Minghi, il quale con i Pandemonium presentò il brano L'immenso e i San Francisco (Totò Savio e Jacqueline Schweitzer) con Da lunedì.
4ª puntata (5 dicembre 1976)
- Matia Bazar – Che male fa
- Al Bano e Romina Power – We'll Live It All Again
- Peppino Gagliardi – Che stupido ero io

7ª puntata (26 dicembre 1976)
- I Vianella (Edoardo Vianello e Wilma Goich) – È importante
- Marcella Bella – Abbracciati
- Bruno Lauzi – Il leprotto Zip

8ª puntata (2 gennaio 1977)
- Il Guardiano del Faro – Pensare, capire, amare
- Iva Zanicchi – Mamma tutto
- Gabriella Farinon – Un senso di felicità (brano tratto da una commedia musicale)

9ª puntata (9 gennaio 1977)
- I Romans – Coniglietto
- Luciano Rossi – Bambola
- Gianni Morandi – Sei forte papà

10ª puntata (16 gennaio 1977)
- Andrea Mingardi e i Supercircus – Datemi della musica
- Daniela Goggi – Oba-ba-luu-ba

11ª puntata (23 gennaio 1977)
- Pino Daniele – Che calore
- Lucio Dalla – Nuvolari
- Paolo Frescura – Tu cielo tu poesia

12ª puntata (30 gennaio 1977)
- Nicola Di Bari – E ti amavo
- Gianni Nazzaro – Me ne vado

13ª puntata (6 febbraio 1977)
- Roberto Soffici – All'improvviso l'incoscienza
- Riccardo Fogli – Ti voglio dire

14ª puntata (13 febbraio 1977)
- Genova & Steffan (Gianni Genova e Paolo Steffan) – Tu cosa farai di me (Vous qui passez sans me voir)
- Peppino di Capri – Incredibile voglia di te

15ª puntata (20 febbraio 1977)
- Adriano Pappalardo – Donna mia
- Nomadi – Quasi quasi

16ª puntata (27 febbraio 1977)
- Dik Dik – Se io fossi un falegname (nuovo arrangiamento)

17ª puntata (6 marzo 1977)
- Fred Bongusto (seconda partecipazione) – Pietra su pietra

18ª puntata (13 marzo 1977)
- Daniel Sentacruz Ensemble – Allah Allah
- Dino Sarti – Viale Ceccarini, Riccione

19ª puntata (20 marzo 1977)
- Mal – Furia

20ª puntata (27 marzo 1977)
- Alunni del Sole – 'A canzuncella
- Belle Époque – Black Is Black

### Seconda edizione
In questa edizione cinque cantanti parteciparono per la seconda volta alla trasmissione.
21ª puntata (3 aprile 1977)
- Domenico Modugno – Il vecchietto (brano nuovo), E vene 'o sole e Amara terra mia (brani di repertorio, eseguiti dal vivo con la chitarra)

22ª puntata (10 aprile 1977)
- Claudio Baglioni – Solo e Quante volte (brani nuovi, facenti parte dello stesso singolo) ed E tu... (brano di repertorio)

23ª puntata (17 aprile 1977)
- Mia Martini – Libera e Sognare è vita (brani nuovi, facenti parte dello stesso singolo) e Che vuoi che sia...se t'ho aspettato tanto (brano di repertorio, eseguito dal vivo sulla stessa base musicale)

24ª puntata (24 aprile 1977)
- Renato Carosone – Guapparia (nuovo arrangiamento), Caino e Abele (brani facenti parte dello stesso singolo) e Boogie woogie italiano (brano strumentale di repertorio, eseguito dal vivo con il pianoforte)

25ª puntata (1º maggio 1977)
- Bruno Lauzi (seconda partecipazione) – Incantesimo e Acontentase (brani nuovi, facenti parte dello stesso singolo) e Genova per noi (brano di repertorio)

26ª puntata (8 maggio 1977)
- Iva Zanicchi (seconda partecipazione) – Munasterio 'e Santa Chiara (nuovo arrangiamento) e Testarda io (brano di repertorio). Il terzo brano, Io, mammeta e tu, venne cantato da Monica Vitti.

27ª puntata (15 maggio 1977)
- Luciano Rossi (seconda partecipazione) – Se mi lasci non vale e Bambola (brani di repertorio), Parla chiaro Teresa (brano nuovo) e Ammazzate oh! (eseguito in duetto con Monica Vitti dal vivo con la chitarra)

28ª puntata (22 maggio 1977)
- Peppino di Capri (seconda partecipazione) – Champagne e Incredibile voglia di te (brani di repertorio), Piccerè (brano nuovo)

29ª puntata (29 maggio 1977)
- Loredana Bertè – Meglio libera e Serenade (brani di repertorio), Fiabe (brano nuovo)

30ª puntata (5 giugno 1977)
- Lando Fiorini – Ponte Mollo e Fiori trasteverini (brani di repertorio), Mannaggia a te (brano nuovo)

31ª puntata (12 giugno 1977)
- Gabriella Ferri – Il terzo uomo e Oraçao de mae meniniha (brani nuovi), Quanto sei bella Roma (canta se la vuoi cantà) (brano di repertorio)

32ª puntata (19 giugno 1977)
- Peppino Gagliardi (seconda partecipazione) – Se tu lo vuoi sarà e Un vecchio tanto vecchio (brani nuovi), medley di Che vuole questa musica stasera, La ballata dell'uomo in più e Settembre (eseguiti dal vivo al pianoforte)

33ª puntata (26 giugno 1977)
- Equipe 84 – Opera d'amore
- Loretta e Daniela Goggi – Domani

## Altri tecnici
- Assistenti di studio: Antonio Masselli, Emilio Cecca.
- Tecnico della consolle: Franco De Felici.
- Tecnico effetti sonori: Enzo La Guardia.
- Tecnici del mixage: Enzo Rosini, Michele Maiani.
- Assistente musicale: Giuseppe Zingone.
- Annunciatori: Paolo Testa, Anna Maria Greci, e diversi altri.

### Puntate
1. ↑   Elisabetta De Toma, La fiction alla radio - Più di così... Spettacolo della domenica di Dino Verde, su Raiplaysound.it, 3 giugno 2021. URL consultato il 19 ottobre 2022.
2. ↑   Più di così... Spettacolo della domenica di Dino Verde 4ª puntata, prima parte, su Raiplaysound.it, 16 marzo 2021. URL consultato il 19 ottobre 2022.
3. ↑   Più di così... Spettacolo della domenica di Dino Verde 4ª puntata, seconda parte, su Raiplaysound.it, 17 marzo 2021. URL consultato il 19 ottobre 2022.
4. ↑   Più di così... Spettacolo della domenica di Dino Verde 7ª puntata, prima parte, su Raiplaysound.it, 18 marzo 2021. URL consultato il 19 ottobre 2022.
5. ↑   Più di così... Spettacolo della domenica di Dino Verde 7ª puntata, seconda parte, su Raiplaysound.it, 19 marzo 2021. URL consultato il 19 ottobre 2022.
6. ↑   Più di così... Spettacolo della domenica di Dino Verde 8ª puntata, prima parte, su Raiplaysound.it, 22 marzo 2021. URL consultato il 19 ottobre 2022.
7. ↑   Più di così... Spettacolo della domenica di Dino Verde 8ª puntata, seconda parte, su Raiplaysound.it, 23 marzo 2021. URL consultato il 19 ottobre 2022.
8. ↑   Più di così... Spettacolo della domenica di Dino Verde 9ª puntata, prima parte, su Raiplaysound.it, 24 marzo 2021. URL consultato il 19 ottobre 2022.
9. ↑   Più di così... Spettacolo della domenica di Dino Verde 9ª puntata, seconda parte, su Raiplaysound.it, 26 marzo 2021. URL consultato il 19 ottobre 2022.
10. ↑   Più di così... Spettacolo della domenica di Dino Verde 10ª puntata, prima parte, su Raiplaysound.it, 29 marzo 2021. URL consultato il 19 ottobre 2022.
11. ↑   Più di così... Spettacolo della domenica di Dino Verde 10ª puntata, seconda parte, su Raiplaysound.it, 30 marzo 2021. URL consultato il 19 ottobre 2022.
12. ↑   Più di così... Spettacolo della domenica di Dino Verde 11ª puntata, prima parte, su Raiplaysound.it, 31 marzo 2021. URL consultato il 19 ottobre 2022.
13. ↑   Più di così... Spettacolo della domenica di Dino Verde 11ª puntata, seconda parte, su Raiplaysound.it, 1º aprile 2021. URL consultato il 19 ottobre 2022.
14. ↑   Più di così... Spettacolo della domenica di Dino Verde 12ª puntata, prima parte, su Raiplaysound.it, 2 aprile 2021. URL consultato il 19 ottobre 2022.
15. ↑   Più di così... Spettacolo della domenica di Dino Verde 12ª puntata, seconda parte, su Raiplaysound.it, 5 aprile 2021. URL consultato il 19 ottobre 2022.
16. ↑   Più di così... Spettacolo della domenica di Dino Verde 13ª puntata, prima parte, su Raiplaysound.it, 6 aprile 2021. URL consultato il 19 ottobre 2022.
17. ↑   Più di così... Spettacolo della domenica di Dino Verde 13ª puntata, seconda parte, su Raiplaysound.it, 7 aprile 2021. URL consultato il 19 ottobre 2022.
18. ↑   Più di così... Spettacolo della domenica di Dino Verde 14ª puntata, prima parte, su Raiplaysound.it, 8 aprile 2021. URL consultato il 19 ottobre 2022.
19. ↑   Più di così... Spettacolo della domenica di Dino Verde 14ª puntata, seconda parte, su Raiplaysound.it, 9 aprile 2021. URL consultato il 19 ottobre 2022.
20. ↑   Più di così... Spettacolo della domenica di Dino Verde 15ª puntata, prima parte, su Raiplaysound.it, 12 aprile 2021. URL consultato il 19 ottobre 2022.
21. ↑   Più di così... Spettacolo della domenica di Dino Verde 15ª puntata, seconda parte, su Raiplaysound.it, 13 aprile 2021. URL consultato il 19 ottobre 2022.
22. ↑   Più di così... Spettacolo della domenica di Dino Verde 16ª puntata, prima parte, su Raiplaysound.it, 14 aprile 2021. URL consultato il 19 ottobre 2022.
23. ↑   Più di così... Spettacolo della domenica di Dino Verde 16ª puntata, seconda parte, su Raiplaysound.it, 15 aprile 2021. URL consultato il 19 ottobre 2022.
24. ↑   Più di così... Spettacolo della domenica di Dino Verde 17ª puntata, prima parte, su Raiplaysound.it, 16 aprile 2021. URL consultato il 19 ottobre 2022.
25. ↑   Più di così... Spettacolo della domenica di Dino Verde 17ª puntata, seconda parte, su Raiplaysound.it, 19 aprile 2021. URL consultato il 19 ottobre 2022.
26. ↑   Più di così... Spettacolo della domenica di Dino Verde 18ª puntata, prima parte, su Raiplaysound.it, 20 aprile 2021. URL consultato il 19 ottobre 2022.
27. ↑   Più di così... Spettacolo della domenica di Dino Verde 19ª puntata, prima parte, su Raiplaysound.it, 22 aprile 2021. URL consultato il 19 ottobre 2022.
28. ↑   Più di così... Spettacolo della domenica di Dino Verde 19ª puntata, seconda parte, su Raiplaysound.it, 23 aprile 2021. URL consultato il 19 ottobre 2022.
29. ↑   Più di così... Spettacolo della domenica di Dino Verde 20ª puntata, prima parte, su Raiplaysound.it, 26 aprile 2021. URL consultato il 19 ottobre 2022.
30. ↑   Più di così... Spettacolo della domenica di Dino Verde 20ª puntata, seconda parte, su Raiplaysound.it, 27 aprile 2021. URL consultato il 19 ottobre 2022.

### Riferimenti e annotazioni
1. ↑  Fascicoli del Radiocorriere Tv n. 46 del 14/11/1976, n. 47 del 21/11, n. 48 del 28/11, n. 49 del 5/12, n. 50 del 12/12, n. 51 del 19/12, n. 52 del 26/12/1976, n. 1 del 2/1/1977, n. 2 del 9/1, n. 3 del 16/1, n. 4 del 23/1, n. 5 del 30/1, n. 6 del 6/2, n. 7 del 13/2, n. 8 del 20/2, n. 9 del 27/2, n. 10 del 6/3, n. 11 del 13/3, n. 12 del 20/3, n. 13 del 27/3/1977, tutti usciti in edicola.
2. ↑  Fascicoli del Radiocorriere Tv n. 14 del 3/4/1977, n. 15 del 10/4, n. 16 del 17/4, n. 18 del 1/5, n. 19 dell'8/5, n. 20 del 15/5, n. 21 del 22/5, n. 22 del 29/5, n. 23 del 5/6, n. 24 del 12/6, n. 25 del 19/6 e n. 26 del 26/6/1977, tutti usciti: il n. 17 del 24/4/1977 non uscì nelle edicole per uno sciopero dei poligrafici.
3. ↑   Archivio Radiocorriere TV – Fascicoli del 1976, su radiocorriere.teche.rai.it. URL consultato il 19 ottobre 2022.
4. 1 2   Archivio Radiocorriere TV – Fascicoli del 1977, su radiocorriere.teche.rai.it. URL consultato il 19 ottobre 2022.
5. ↑   Enrico Montesano, carriera radiofonica, su enricomontesano.com. URL consultato il 13 agosto 2020.